# Гудкайнд, Терри
Терри Гудкайнд (англ. Terry Goodkind; 11 января 1948 — 17 сентября 2020) — американский писатель. Автор серии бестселлеров «Меч Истины» в жанре фэнтези, книги которой, согласно пресс-релизу издательства Tor Books, изданы суммарным тиражом более 25 миллионов экземпляров и переведены на 20 различных языков. По мотивам этой серии в 2008 году был снят сериал «Легенда об Искателе».

## Биография
Гудкайнд родился в 1948 году и вырос в Омахе (штат Небраска), где он окончил школу искусств. Бросив колледж, Гудкайнд работал плотником, производил скрипки и реставрировал редкие вещи, экзотические артефакты и антиквариат. До начала карьеры писателя Гудкайнд был известен своими картинами, на которых изображал море и дикую природу. В 1983-м году он вместе со своей женой Джери уехал в горы Северо-Восточной Америки и там, в лесу, возле океана, построил дом, в котором жил до конца жизни. В 1993 году во время строительства дома в штате Мэн, со своей женой Джери он начал писать свой первый роман «Первое правило волшебника». Помимо жилища в Мэне, Гудкайнд с женой построили второй дом в пустыне на юго-западе страны, где проводили большую часть времени.

## Карьера

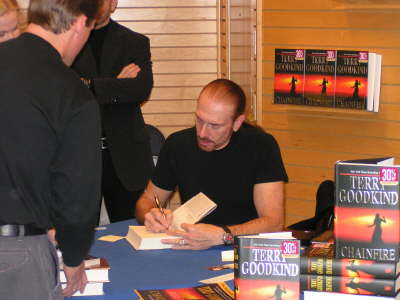
Терри Гудкайнд на автограф-сессии по случаю выхода романа «Девятое правило волшебника, или Огненная цепь»

В 1993 году он начал писать свой первый роман «Первое правило волшебника». Книга разошлась с ошеломительным успехом. Первым персонажем, которого придумал Гудкайнд, стала Исповедница Кэлен, послужившая толчком к развитию сюжета. С момента публикации этого произведения в 1994 году началась писательская карьера Гудкайнда.
В апреле 2010 года Гудкайнд подписал контракт с Tor Books на издание трёх новых романов. Первой книгой стал роман о Ричарде и Кэлен — «Машина предсказаний». Тизер книги был выпущен 1 апреля 2011 на официальном сайте Терри Гудкайнда. В июле 2012 в свет вышла новая книга — «Первая Исповедница», начавшая новую серию книг «Легенда о Магде Сирус». 20 августа 2013 года вышла вторая книга из серии «Ричард и Кэлен» под названием «Третье царство», которая стала сиквелом к «Машине предсказаний». 5 августа 2014 года вышла книга «Разлучённые души». В ноябре 2015 года вышел заключительный роман в серии «Ричард и Кэлен» — «Сердце войны». 24 января 2017 года состоялся выход романа «Госпожа Смерть», начинающего новую серию «Сестра Тьмы: Хроники Никки», которая продолжает события романов серии «Ричард и Кэлен»; позднее название серии было сокращено до «Хроники Никки».

## Влияние
Терри Гудкайнд испытал огромное влияние со стороны Айн Рэнд и являлся приверженцем её работ и объективистской философии. Он перенял из её романов концентрацию на философских и гуманистических темах.

## Работы
Писатель практически полностью посвятил своё творчество теме «Меча Истины» и персонажам этого мира, создав четыре серии романов. Работы приведены в хронологическом порядке событий романов.
Все даты выхода книг указаны для США.
Первой книгой, не связанной сюжетно с миром Меча Истины — стал роман-триллер «Скверна». Работа над книгой была начата ещё в 2009 году, и на тот момент роман имел название «Петли Ада». Позднее работа над книгой была приостановлена. 15 ноября 2016 года книга вышла в свет, но уже под названием «Скверна» (Nest). Триллер повествует о персонаже Кейт Бишоп, которая открывает в себе генетическую способность распознавать убийц по глазам. В марте 2018 года ожидается сиквел истории под названием «The Girl in the Moon», который будет рассказывать уже о новой героине — Анжеле Константайн. 27 февраля 2018 года состоялся релиз небольшой истории «Trouble’s Child», которая стала первым взглядом на новую главную героиню.

### ВселеннаяМеча Истины

#### Серия «Меч Истины»
- Первая Исповедница (2012)
- Долги предков (1998) (повесть-приквел к серии «Меч Истины»)
- Первое правило волшебника (1994)
- Второе правило волшебника, или Камень Слез (1995)
- Третье правило волшебника, или Защитники паствы (1996)
- Четвёртое правило волшебника, или Храм Ветров (1997)
- Пятое правило волшебника, или Дух огня (1999)
- Шестое правило волшебника, или Вера падших (2000)
- Седьмое правило волшебника, или Столпы Творения (2002)
- Восьмое правило волшебника, или Голая империя (2003)
- Девятое правило волшебника, или Огненная цепь (2005)
- Десятое правило волшебника, или Призрак (2006)
- Последнее правило волшебника, или Исповедница (2007)
- Машина предсказаний (2011)
- Третье царство (2013[6][7])
- Разлучённые души[11] (2014)
- Сердце войны[8] (Воин по зову сердца, 2015)

Для антологии «Легенды» (1998) под редакцией Роберта Сильверберга Гудкайнд написал повесть «Долги предков». Действие произведения происходит во вселенной Меча Истины за несколько десятилетий до начала событий романов серии. В 2001 году повесть была издана отдельной книгой.

#### Серия «Дети Д’Хары»
- Угольный человек (The Scribbly Man, 2019)
- Мерзкие твари (Hateful Things, 2019)
- Пустошь (Wasteland, 2019)
- Ведьмовская клятва (Witch’s Oath, 2020)
- Врата во тьму (Into Darkness, 2020)

#### Серия «Хроники Никки»
- Госпожа Смерть (Death’s Mistress, 2017)[12][13][14]
- Саван вечности (Shroud of Eternity, 2018)
- Осаждённые камнем (Siege of Stone, 2018)
- Сердце из чёрного льда (Heart of Black Ice, 2019)

### Современные новеллы
- Закон девяток (2009)
- Скверна (Nest, 2016)[15]
- Девочка с луны (The Girl in the Moon, 2018)
- Отродье (Trouble’s Child, 2018)
- Шальная Ванда (Crazy Wanda, 2018)
- Небесные люди (The Sky People, 2019)